# Dasineura sanguisorbae
Dasineura sanguisorbae är en tvåvingeart som först beskrevs av Ewald Rübsaamen 1890.  Dasineura sanguisorbae ingår i släktet Dasineura och familjen gallmyggor. Inga underarter finns listade i Catalogue of Life.